# Paulina do Coração Agonizante de Jesus
Pauline od Umučeného Srdce Ježíšova, C.I.I.C. rodným jménem Amabile Lucia Visintainer (16. prosince 1865, Vigolo Vattaro – 9. července 1942, Ipiranga) byla brazilská římskokatolická řeholnice původem z Tyrolského hrabství v dnešní Itálii, zakladatelka a členka kongregace Malých sester Neposkvrněného početí. Katolická církev ji uctívá jako světici.

## Život

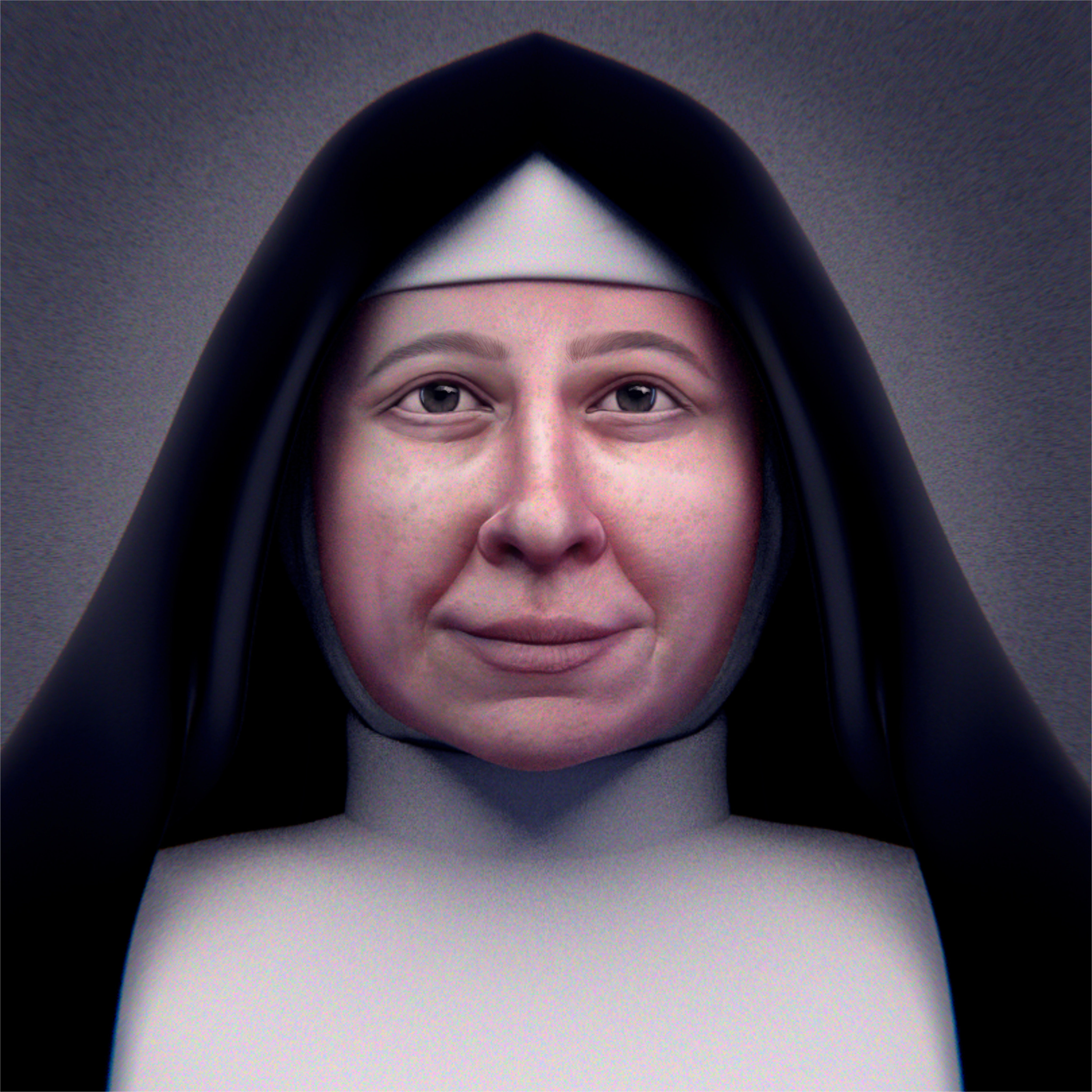
Rekonstrukce jejího obličeje

Narodila se dne 16. prosince 1865 jako druhá dcera Antonia Napoleona Visintainera a Anny Pianezzer ve městě Vigolo Vattaro v Tyrolském hrabství, části Rakouska-Uherska v dnešní Itálii.

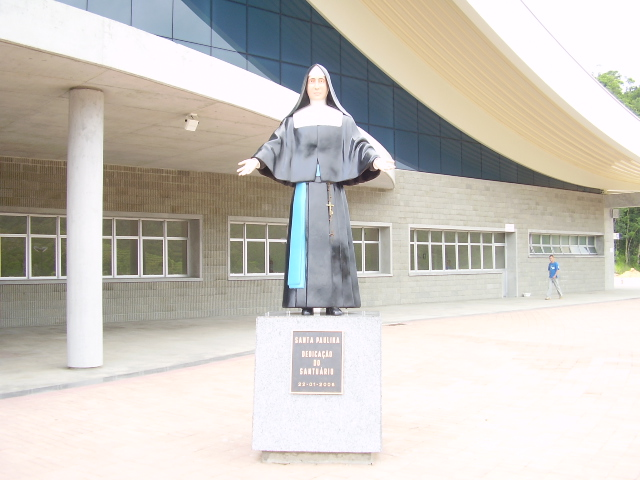
Její socha v obci Nova Trento

Její rodina byla velmi chudá, podobně jako většina v této oblasti. Byla vychovávána ve víře. V září roku 1875 emigrovala její rodina spolu se stovkou dalších lidí z města do státu Santa Catarina v Brazílii, kde byla přistěhovalci založena u města Nova Trento nová vesnice Vigolo. Již v mládí byla známá svou zbožností a dobročinností. Od raného věku mluvila o odevzdání svého života Bohu. V dětství prošla pouze krátkým vzděláváním. Po přijetí prvního svatého přijímání ve věku asi 12 let se začala podílet na životě místní farnosti, kdy učila děti katechismus, navštěvovala nemocné a uklízela místní kapli.
Dne 12. července 1890 spolu se svoji přítelkyní Virginií Rosou Nicolodi pod duchovním vedením jezuitského kněze Luigiho Rossi zasvětila svůj život Neposkvrněnému početí Panny Marie a službě Bohu. Rozhodly se sloužit zvláště potřebným. Začaly tím, že se staraly o ženu trpící nevyléčitelnou rakovinou v malém domě, který jim byl darován. Záhy se k nim připojila také Teresa Anna Maule.
V roce 1895 založila novou ženskou řeholní kongregaci Malých sester Neposkvrněného početí a v prosinci téhož roku složila se svými dvěma společnicemi v nové kongregaci řeholní sliby. Přijala řeholní jméno Pauline od Umučeného Srdce Ježíšova. Záhy byla zvolena první generální představenou jí založené kongregace, která se rychle rozrostla o nové členky i řeholní domy v dalších lokalitách. Přestěhovala se do obce Ipiranga ve státě São Paulo, kde otevřela nový řeholní dům kongregace. Zde poté s komunitou pečovala o sirotky a o děti bývalých otroků – otroctví ukončilo Brazilské císařství teprve v roce 1888 a staré otroky, kteří už nemohli pracovat často nechali zemřít.
V roce 1909 byla z rozhodnutí arcibiskupa ze São Paula Duarta Leopolda e Silvy po sérii sporů uvnitř kongregace odstraněna z pozice její generální představené. Poté pracovala s nemocnými v hospici v Bragança Paulista. Svůj volný čas trávila modlitbami za jí založenou kongregaci. V roce 1918 byla se svolením arcibiskupa Duarta Leopolda e Silvy její nástupkyní v pozici generální představené Vicênciou Teodorou povolána zpět do mateřského domu jí založené kongregace v Ipiranze, kde zůstala až do své smrti. Dne 19. května 1933 papež Pius XI. její kongregaci schválil na papežské úrovni, přičemž byla oficiálně uznána jako její zakladatelka.
Její zdraví se začalo zhoršovat v roce 1938, kdy jí byl kvůli cukrovce amputován nejprve prostředníček a poté pravá paže. Poslední měsíce svého života strávila úplně slepá. Zemřela dne 9. července 1942 v Ipiranze.

## Úcta
Její beatifikační proces započal dne 7. ledna 1982, čímž obdržela titul služebnice Boží. Dne 8. února 1988 ji papež sv. Jan Pavel II. podepsáním dekretu o jejích hrdinských ctnostech prohlásil za ctihodnou. Dne 18. února 1989 byl uznán první zázrak na její přímluvu, potřebný pro její blahořečení.
Blahořečena pak byla dne 18. října 1991 ve Florianópolis papežem sv. Janem Pavlem II. Dne 7. července 2001 byl uznán druhý zázrak na její přímluvu, potřebný pro její svatořečení. Svatořečena pak byla dne 19. května 2002 na Svatopetrském náměstí papežem sv. Janem Pavlem II.
Její památka je připomínána 9. července. Bývá zobrazována v řeholním oděvu. Je patronkou diabetiků.